# U Kříže (Libeň)
U Kříže je místní název křižovatky v Praze 8 Libni. Z ulice Zenklova odtud východním směrem vychází ulice Prosecká, směrem na západ ulice Kandertova. Na jihu je místo ohraničeno železničním mostem Holešovické přeložky spojujícím Masarykovo nádraží a Nádraží Holešovice. Severně od křižovatky se nachází zastávka tramvaje U Kříže.

## Název
Místo je nazvané podle kříže, který zde stál v místech jižně od dolního konce ulice Prosecká u bývalého Libušina vrchu. Kříž sem byl přemístěn z Karlína (bývalého Špitálska) z místa, kde roku 1775 na šibenici popravili konšela odsouzeného za selského povstání. Později byl na místě šibenice vztyčen kříž. Stál poblíž jedné z kaplí poutní cesty u břehu Vltavy na poli. Když zchátral, dal roku 1845 na jeho místě mlynář Ronz z Libně postavit nový dubový kříž. Při stavbě továrny Rustonky bylo pole s křížem odkoupeno a připojeno k továrně. Nástupce Ronzův, mlynář Josef Hála, nechal kříž nabarvit a přemístil jej do Libně k cestě na Prosek v místech u Libušina vrchu.

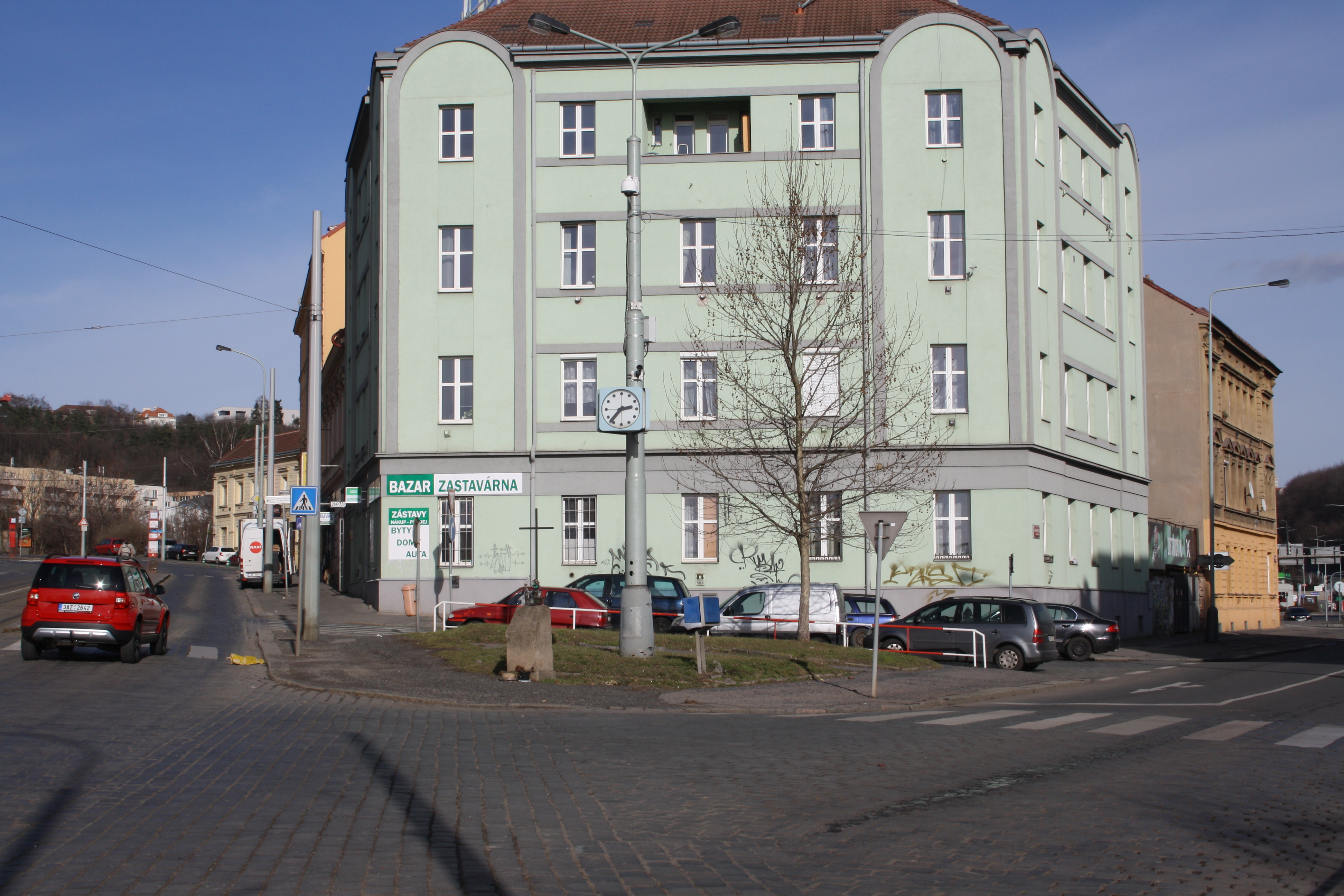
Popisované místo s amatérsky umístěným křížem

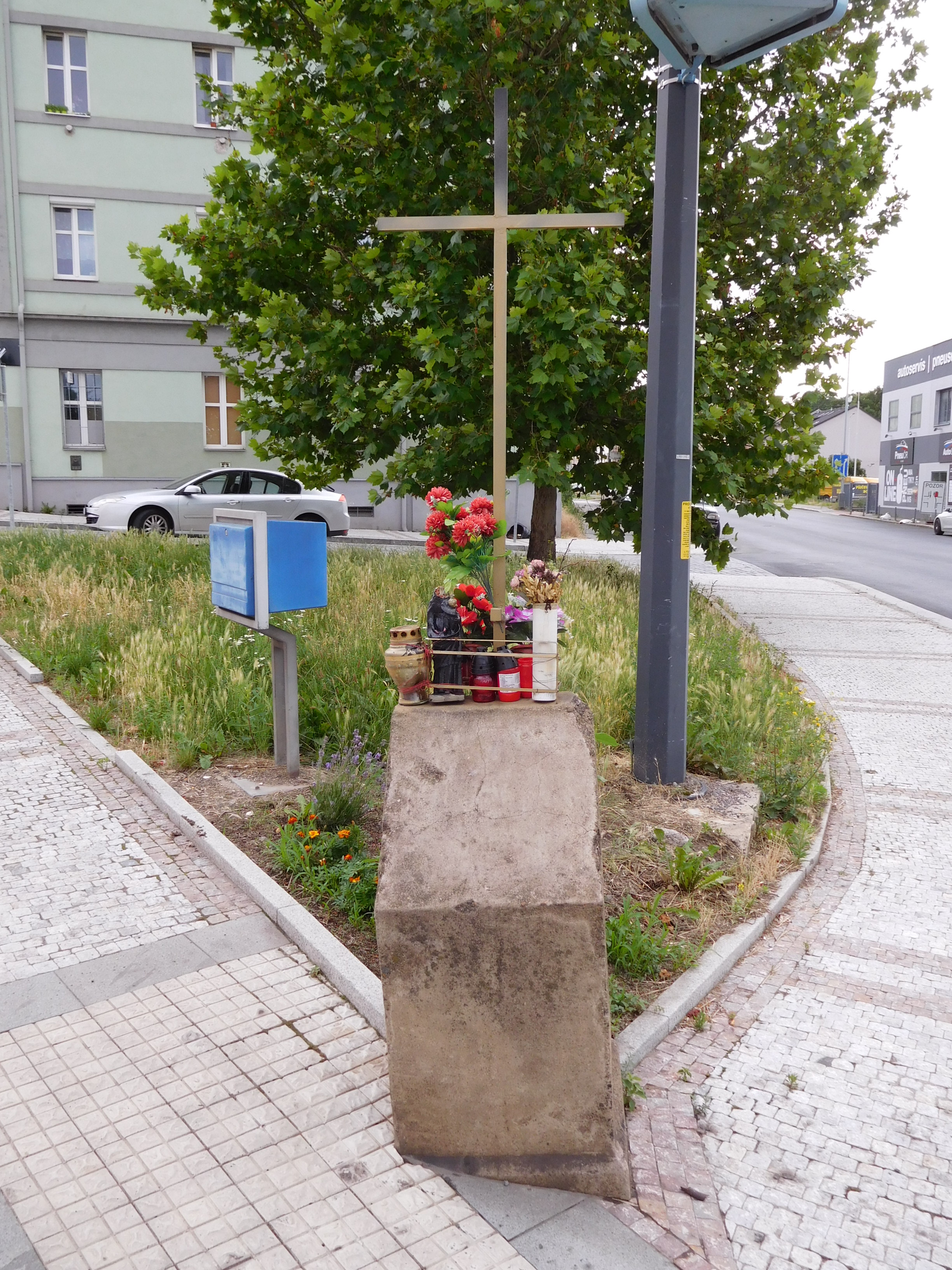
Kříž z roku 2015

Kříž později zanikl. Roku 2015 byl na betonovém soklu bývalého elektrického osvětlení na rohu ulic Zenklova a Prosecká vztyčen litinový kříž, který v květnu 2016 požehnal libeňský farář Václav Sochor.

### Doprava
Na Libušák od roku 1896 vedla od Palmovky odbočka elektrické tramvaje z trati Florenc-Balabenka postavená Františkem Křižíkem. Jednalo se o třetí pražskou trať, která byla uvedena do provozu 4. října 1896 jako jednokolejná s výhybnami. Koncový úsek trati na Libušáku odbočoval do ulice Prosecké, roku 1908 bylo toto odbočení zrušeno a trať byla napřímena do ulice Zenklovy. V letech 1932 - 1968 byla v těchto místech bloková smyčka. V budoucnu zde má vzniknout železniční stanice Praha-U Kříže.